# Chikkamudigere, Magadi
Chikkamudigere là một làng thuộc tehsil Magadi, huyện Ramanagara, bang Karnataka, Ấn Độ.